# Тимберлејк (Вирџинија)
Тимберлејк (енгл. Timberlake) насељено је место без административног статуса у америчкој савезној држави Вирџинија.

## Демографија
По попису из 2010. године број становника је 12.183, што је 1.5 (14,0%) становника више него 2000. године.
| Група             | 2000.         | 2010.          |
| Белци             | 9.687 (90,7%) | 10.305 (84,6%) |
| Афроамериканци    | 579 (5,4%)    | 980 (8,0%)     |
| Азијати           | 183 (1,7%)    | 303 (2,5%)     |
| Хиспаноамериканци | 108 (1,0%)    | 358 (2,9%)     |
| Укупно            | 10.683        | 12.183         |